# Federico da Montefeltro

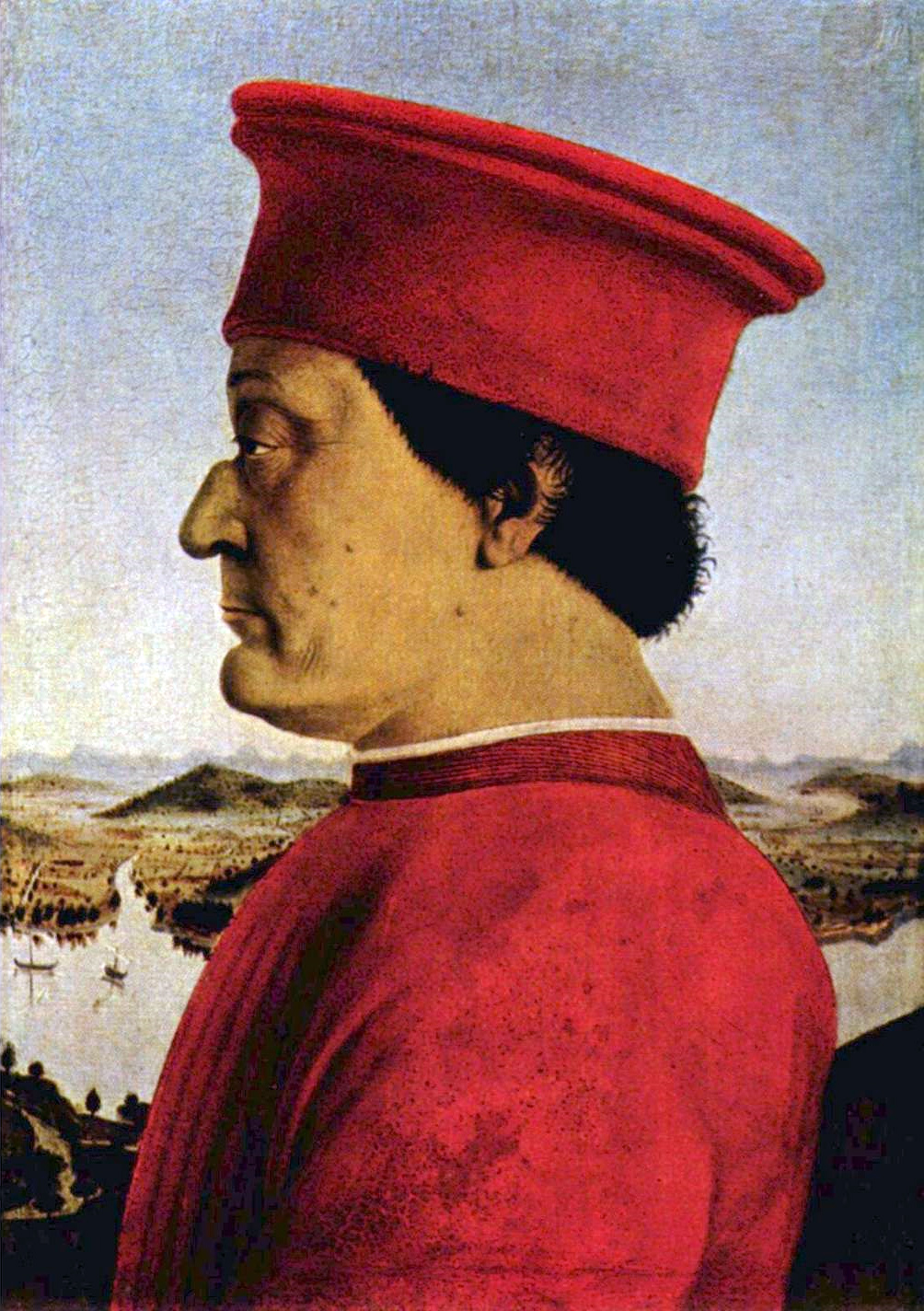
Federico da Montefeltro von Piero della Francesca

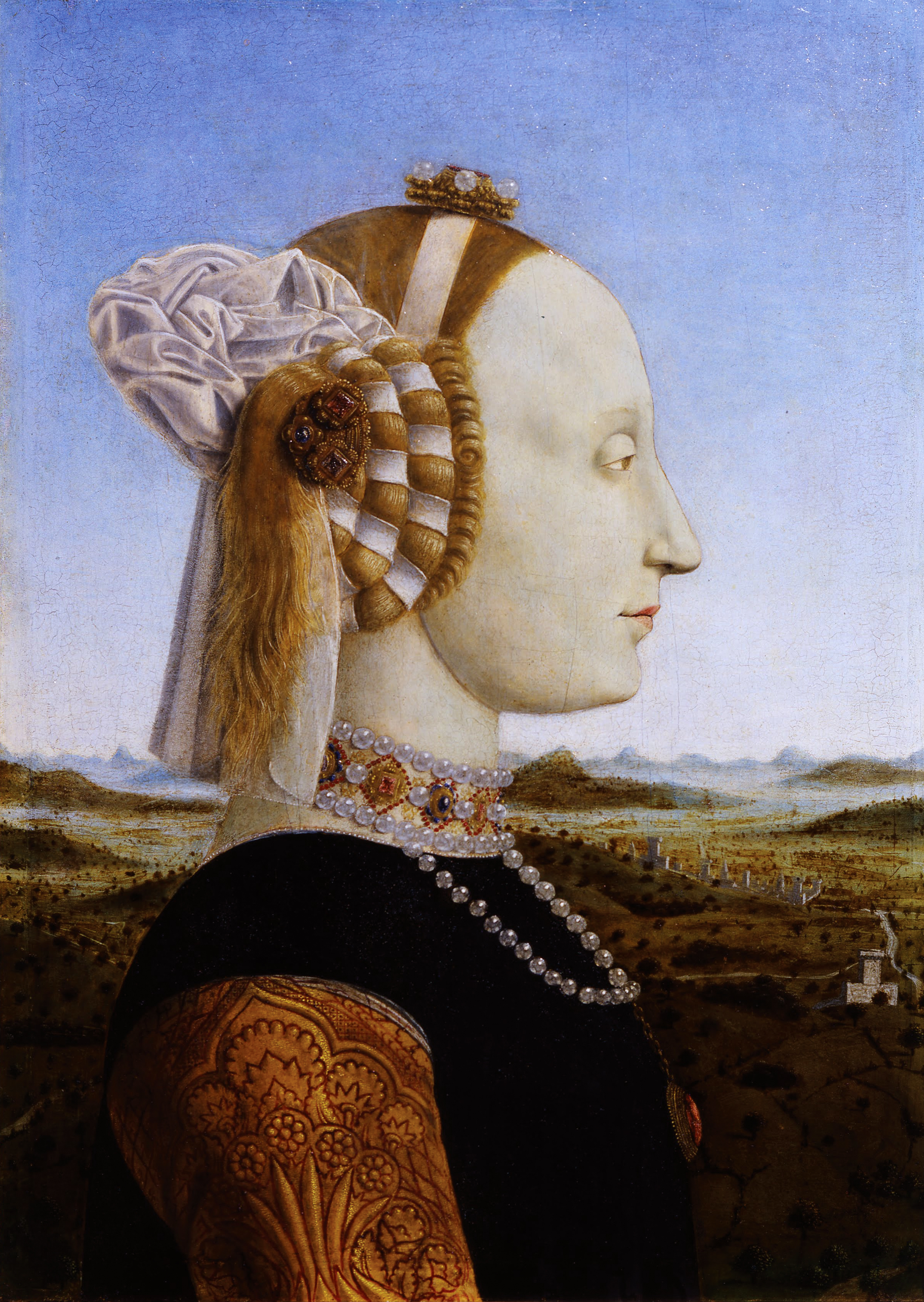
Battista Sforza, seine Ehefrau

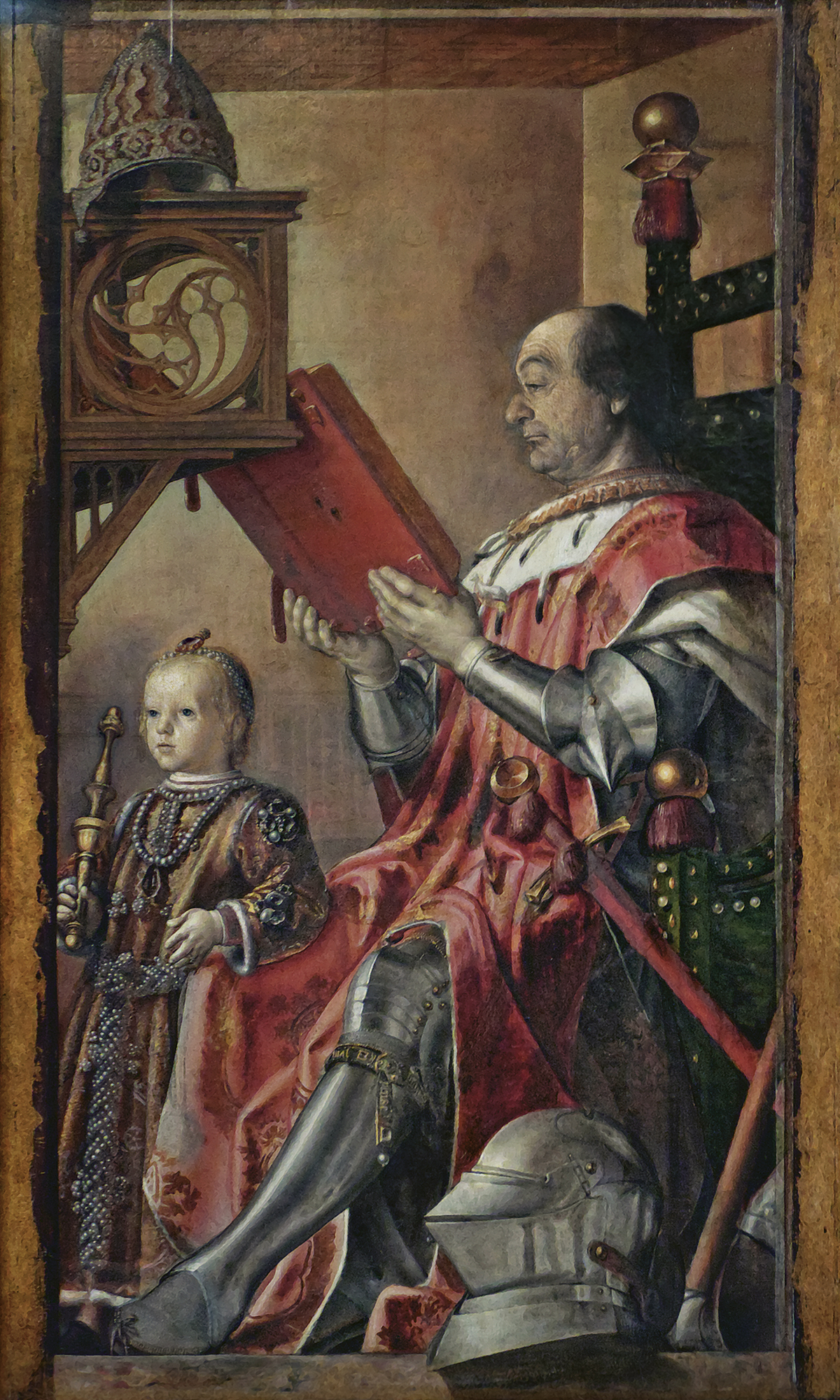
Pedro Berruguete: Federico da Montefeltro und sein Sohn Guidobaldo, um 1475

Federico da Montefeltro (* 7. Juni 1422 in Gubbio; † 10. September 1482 in Ferrara) war einer der erfolgreichsten Condottieri der italienischen Renaissance und Herzog von Urbino aus dem Hause Da Montefeltro.

## Kindheit und Jugend
Federicos Abstammung konnte bis heute nicht zweifelsfrei festgestellt werden. Die am wahrscheinlichsten erscheinende These lautet, dass der alte Graf Guidantonio da Montefeltro angesichts seiner Kinderlosigkeit und seines hohen Alters auf den Gedanken verfiel, einen unehelichen Sohn seiner ebenfalls unehelichen Tochter Aura aus ihrer Ehe mit dem Unterführer seines Heeres Bernardino Ubaldini della Carda als eigenen Sohn auszugeben. Eine Bulle des Papstes Martin V. vom Dezember 1424 erklärte Federico zum Sohn Guidantonios und eines „ledigen Mädchens“ aus Urbino. Diese Fiktion war nötig geworden, um Urbino einen legitimen Nachfolger zu geben.
Federico wurde allerdings sofort nach seiner Legitimierung zuerst in ein Kloster abgeschoben und dann, als die neue Frau seines mutmaßlichen Großvaters und offiziellen Vaters Caterina aus dem Hause Colonna schwanger wurde, brachte man den jungen Herzog von Montefeltro in das kleine Städtchen Sant’Angelo in Vado, wo er bis Sommer 1433 blieb. In diesem Jahr wurde Federico als Geisel nach Venedig geschickt, da sein Vater bestrebt war, die Konflikte mit der Republik Venedig zu bereinigen. Als im Herbst 1434 in der Lagunenstadt eine Seuche ausbrach, wurde Federico der Obhut des Markgrafen von Mantua, Gianfrancesco I. Gonzaga übergeben. Hier wurde er vom Kaiser Sigismund während seines kurzen Aufenthaltes zum Ritter geschlagen. Gonzaga schickte Federico in die damals bekannte Schule des Gelehrten und Humanisten Vittorino da Feltre, die den vielversprechenden Namen „Casa giocosa“ (etwa das Haus des Spielens) trug. An dieser Lehranstalt wurde Federico in den üblichen „Freien Künsten“ unterrichtet, wobei seine Ausbildung insgesamt zwei Jahre dauerte und die einzige seines Lebens war.
Danach wurde Federico ein Söldner, zuerst im Dienst des Herzogs von Mailand und dann unter dem Oberbefehl eines der erfolgreichsten Condottieri seiner Zeit, Niccolò Piccinino. 1441 erwarb Federico seinen ersten Ruhm als Söldner, indem er die als uneinnehmbar geltende Festung San Leo eroberte. Am 8. November 1443 erlitt allerdings das Heer von Piccinino eine vernichtende Niederlage in der Schlacht bei Montelauro, an der vor allem Federicos Söldner schuld waren, da sie sich geweigert hatten, am Kampf teilzunehmen. Denn sie verlangten, dass ihnen zuerst der ausstehende Sold ausgezahlt werde. Trotz dieses Misserfolgs war sein militärischer Ruf ungebrochen.

## Herrscher von Urbino
Am 22. Juli 1444 wurde Federicos Halbbruder Oddantonio da Montefeltro in Urbino von einem Dutzend Männer erstochen. Die Gründe für das Attentat konnten nie zweifelsfrei aufgeklärt werden. Da Federico als Einziger von diesem Attentat profitierte, weil er jetzt als einziger legitimer Erbe seines „Vaters“ Guidantonio die Macht übernahm, wurde er schnell damit in Verbindung gebracht. Diese Tatsache behinderte seinen politischen Aufstieg, auch wenn er sich letzten Endes durchsetzen konnte. Allerdings wurde bereits 1446 von den Anhängern der Colonna versucht, Montefeltro während eines Karnevals zu ermorden. Zwar wurde der Plan rechtzeitig aufgedeckt, er zeigte jedoch deutlich, dass Federicos Machtposition in Urbino immer noch instabil war. Hinzu kam der Konflikt mit Papst Eugen IV., der 1446 gleichzeitig Federico und seinen wichtigsten Verbündeten Francesco Sforza exkommunizierte und den alten Rivalen der Montefeltro Sigismondo Malatesta mit dem Befehl über päpstliche Truppen ausstattete. Dieser ging unverzüglich zum Angriff auf das urbinatische Territorium über und besetzte eine Stadt nach der anderen. Allerdings leitete der plötzliche Tod des Papstes am 27. Februar 1447 und die Wahl Nikolaus’ V. zu seinem Nachfolger eine Wende ein. Die Exkommunikation wurde aufgehoben, zwischen Montefeltro und Malatesta wurde ein Waffenstillstand vermittelt, und schließlich übertrug der neue Papst Montefeltro das apostolische Vikariat über Urbino, was zugleich eine ausdrückliche Anerkennung seiner Herrschaft war.
Seine Allianz mit Francesco Sforza ging aber bereits wenige Jahre später zu Ende, so dass er 1451 in den Dienst des Königreichs Neapel und seines Herrschers Alfons V. von Aragon trat und diesem Bündnis trotz vieler Hindernisse treu blieb. Vor allem garantierte es ihm freie Hand in einem möglichen Kampf gegen seinen Rivalen Malatesta. Dieser Kampf zog sich über Jahre mit alljährlichen Plünderungen und Raubzügen hin, bis 1458 Enea Silvio Piccolomini zum Papst Pius II. gewählt wurde. Er drängte von Anfang an auf eine Beilegung des Konflikts und die Einhaltung des Gleichgewichtssystems, das 1454 durch den Frieden von Lodi geschaffen worden war. Federico sorgte dafür, dass Malatesta demütigende Friedensbedingungen akzeptierte, unter anderem musste er eine enorme Summe von 30.000 Golddukaten an Montefeltro zahlen und alle eroberten Territorien zurückgeben. Anschließend wurde Federico mit dem Titel des Befehlshabers der Streitkräfte des Heiligen Stuhls ausgezeichnet, den vorher Malatesta innehatte.
Weil Malatesta sich diesem Diktat nicht beugen wollte, ging er Verbindungen mit dem Haus Anjou ein, was zu einem erneuten Konflikt mit dem Papst und Montefeltro führte. 1462 wurde Malatesta exkommuniziert und am 13. August von Federicos Truppen in der Schlacht am Cesano vernichtend geschlagen.
In den folgenden Jahren versuchte Montefeltro erfolgreich zwischen mehreren Bündnissen zu lavieren, ohne sich auf eine bestimmte Seite zu schlagen. So wurde er zum Vermittler zwischen Papst Paul II. und den Herrschern von Neapel und Mailand (1465). Am 25. Juli 1467 gelang es Federico, einen der besten Feldherrn seiner Zeit, Bartolomeo Colleoni, der aufseiten Venedigs gegen den Bund aus Mailand und Florenz kämpfte, in der Schlacht bei Imola von seinem weiteren Vordringen auf Florenz abzuhalten, so dass dieser den Rückzug antreten musste. Angeblich dauerte dieser Kampf 17 Stunden und kostete mehreren Tausend Soldaten das Leben. Obwohl die Schlacht unentschieden endete, war sie der letzte Baustein bei der Bildung des Mythos des Montefeltro als unbesiegbaren Condottiere, denn seine Anhänger behaupteten, er habe sie gewonnen.
1472 unterwarf Montefeltro im Auftrag von Lorenzo il Magnifico die Stadt Volterra im Südwesten der Toskana, die sich gegen die Herrschaft der Medici erhoben hatte, wobei die Stadt schwer verwüstet wurde. Anschließend wurde Federico ein triumphaler Empfang in Florenz zuteil.
Urbino wurde am 21. August 1474 von Papst Sixtus IV. zum Herzogtum erhoben, der seinen Lieblingsneffen Giovanni della Rovere mit Federicos Tochter Giovanna verheiratete. Wenige Tage vor dieser Erhebung wurde Federico vom Gesandten des englischen Königs beim Vatikan mit dem Hosenbandorden ausgezeichnet, was damals eine große Besonderheit war. Nach der fehlgeschlagenen Pazzi-Verschwörung, in die Federico tief verstrickt war, und bei der er möglicherweise sogar der Auftraggeber war, kämpfte er an der Spitze von Sixtus’ Armee gegen seine früheren Auftraggeber, die Florentiner, die er am 7. September 1479 bei Poggio Imperiale vernichtend schlug. Bis Mitte November besetzten seine Truppen mehrere florentinische Festungen, so dass der Weg nach Florenz frei stand. Jedoch verzichtete Federico darauf, auf die Stadt zu marschieren und bezog stattdessen Winterquartier. Nachdem es Lorenzo Medici gelungen war, sich mit dem neapolitanischen König Ferrante auszusöhnen, bildete sich ein Bündnis zwischen Florenz, Neapel und Mailand einerseits und Venedig und dem Kirchenstaat andererseits. Federico gelang es, von beiden Bündnissen stattliche Zahlungen zu erhalten, die seine „Ergebenheit“ garantieren sollten.
Im August 1482 übernahm Federico den Oberbefehl der mit Ercole I. d’Este verbündeten Truppen im Kampf gegen Venedig und Rom. Er starb während des Feldzuges am 10. September 1482 in Ferrara an Malaria. Ihm folgte sein Sohn Guidobaldo da Montefeltro als Herzog nach.

## Federico als Kunstmäzen

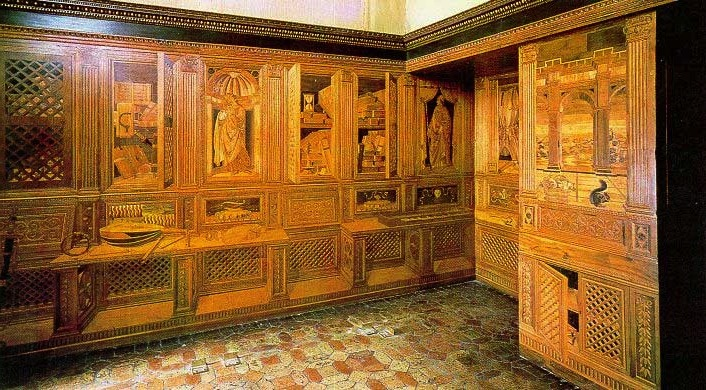
Studiolo

Die enormen Einkünfte, die Federico dank seiner erfolgreichen Söldnerkarriere erworben hatte, ermöglichten es ihm, seiner Leidenschaft für Kunst und Architektur nachzugehen. Ab Mitte der 1450er-Jahre begann er mit dem Sammeln von kostbaren Büchern und Schriften, was nach zeitgenössischen Quellen bis 1482 eine Summe von 30.000 Golddukaten verschlungen haben soll.
1468 begann Federico mit dem Neubau seiner fürstlichen Residenz, des Palazzo Ducale in Urbino. Zunächst war als Architekt der berühmteste Universalgelehrte dieser Zeit, Leon Battista Alberti, vorgesehen, der mit Federico in freundschaftlichen Beziehungen stand, jedoch den Auftrag aus nicht ganz nachvollziehbaren Gründen (vor allem sein Alter dürfte eine Rolle gespielt haben) ablehnte. Daraufhin wurde Luciano Laurana mit den Arbeiten betraut. Der Palazzo Ducale avancierte bis 1482 zu einer der größten damaligen Baustellen Italiens und Federico zu einem Verfechter der von Pius II. entwickelten architektonischen Vorstellungen, die an die antike Tradition anknüpften. Federicos Prachtbau stellte mehr dar als eine graduelle Erweiterung und Verschönerung eines vorhandenen Palastes, sondern war „die Neuerfindung fürstlichen Wohnens, der Vorstoß in eine unbekannte Dimension profaner Architektur“. Der Palazzo Ducale war die erste Residenz der Epoche, die den Vorstellungen von Fürstenpalästen als gegliederten Räumen, die in gewisser Weise die Rangfolge des Hofstaats förmlich abbildeten, entsprach. So wurde beispielsweise alles, was mit der Arbeit zu tun hatte, aus der Nähe des Herrschers verbannt, was dazu führte, dass die Küchen, Stallungen oder auch die Schlafräume für das Gesinde in die Untergeschosse verlegt wurden.
Aber auch in anderen Bereichen der Kultur und Kunst versuchte Montefeltro sich zu profilieren. So waren seine Hofastrologen zuerst der Deutsche Jakob von Speyer, dann der Niederländer Paul von Middelburg. Als Maler beschäftigte er Paolo Uccello, den Spanier Pedro Berruguete und Piero della Francesca, der die berühmteste Darstellung Federicos gemalt hat. Dieses Porträt, das in den Uffizien in Florenz hängt und Montefeltro im Profil zeigt, ist eines der bekanntesten Gemälde des 15. Jahrhunderts (siehe Diptychon des Federico da Montefeltro mit seiner Gattin Battista Sforza).

## Bedeutung
Die nüchterne Sichtweise auf die politischen Verhältnisse im Italien der Renaissance, die sich in den verschiedenen Wechseln der Bündnispartner Federicos äußerte, sicherte seiner Herrschaft den Bestand gegenüber äußeren Bedrohungen. In Machiavellis Geschichte von Florenz nimmt die Beschreibung Federicos größeren Raum ein. Er ist eines der Vorbilder für Machiavellis politische Ansichten, die sich im il principe niederschlugen. Auch Jacob Burckhardt schildert in seinem einflussreichen Werk „Die Kultur und Kunst der Renaissance in Italien“ neben anderen damaligen Akteuren auch Federico. Er schildert ihn als „vollkommenen Fürsten, Feldherrn und Mensch“, „vortrefflichen Repräsentanten seines Fürstentums“ und vielseitigen Gelehrten, der weise über sein ihn seinerseits liebendes Volk herrscht und dessen Staat ein „wohlberechnetes und organisiertes Kunstwerk“ war. Die Tatsache, dass Federico als Söldneranführer auch brutal und rücksichtslos vorgehen konnte, und dass er skrupellos um die Macht kämpfte, wurden von Burckhardt nur kurz angedeutet. Nichtsdestoweniger bleibt Federico da Montefeltro eine der schillerndsten Persönlichkeiten des 15. Jahrhunderts in Italien, der einer ganzen Epoche seinen Stempel aufzudrücken vermochte.

## Ehen
Federico heiratete zwei Mal und hatte auch mehrere außereheliche Beziehungen.
Federico heiratete 1437 Gentile Brancaleoni (* 1416 in Urbino; † 27. Juli 1457), die als Mitgift die Herrschaften Mercatello und Sant’Angelo in Vado (in der Provinz Pesaro) mit 18 Burgen erhielt, wodurch Federico 1443 von Papst Eugen IV. in den Grafenstand erhoben wurde. Sie war die Tochter und Erbin des Bartolomeo Brancaleoni († 1424), Gouverneur von Massa Trabaria und der Giovanna Alidosi. Später heiratete Federico in zweiter Ehe am 10. Februar 1460 Battista Sforza (* um 1446 in Pesaro; † 6. Juli 1472), eine Tochter von Costanza da Varano (* um 1428 in Camerino; † 31. Juli 1447 in Pesaro), Tochter des Pietro Gentile da Varano, päpstlicher Vikar von Camerino, und Elisabetta Malatesta, und Alessandro Sforza (* 29. Oktober 1409 in Cotignola; † 3. April 1473 in Pesaro), Herr von Pesaro und außerehelicher Sohn des Muzio Attendolo Sforza aus seiner Beziehung mit Lucia Terziani. Battista Sforza war am Hof ihres Onkels Francesco I. Sforza und seiner Gattin Bianca Maria Visconti in Mailand aufgewachsen. Francesco I. Sforza hatte seine Nichte Battista Sforza mit Federico verheiratet, um beide Herrscherhäuser aneinander zu binden, da die 1448 geschlossene zweite Ehe von Battista Sforzas Vater Alessandro Sforza, des jüngsten Vollbruders von Francesco I. Sforza, mit Sveva (* 1432;† 1478), der Halbschwester Federicos, 1457 aufgelöst worden war.

## Nachkommen
Aus der ersten Ehe mit Gentile Brancaleoni hatte Federico keine Nachkommen. Aus der zweiten Ehe mit Battista Sforza stammen:
- Aura, die wohl jung verstarb, da über sie keine Nachrichten vorliegen;
- Girolama, † 1482;
- Giovanna (* Urbino, 1463; † Urbino, 1514), heiratete 1474 Giovanni della Rovere (* Abissola 1457; † Senigallia 1501), Duca (Herzog) von Sora und Arce, Herr von Senigallia, Neffe des Papstes Sixtus IV. della Rovere.
- Elisabetta (* Urbino 1464; † Venedig 1510), heiratete 1479 Roberto Malatesta, genannt “Roberto il Magnifico”, Herr von Rimini (* Rom 1440; † Rom 1482), Sohn des bemerkenswerten Sigismondo Pandolfo Malatesta Herrn von Rimini (1432–1468). Als Witwe zog sie sich als Nonne Chiara in das Kloster Santa Chiara in Urbino zurück.
- Costanza (* Urbino 1466; † Neapel 1518), heiratete 1483 Antonello da Sanseverino, Principe di Salerno e Conte di Marsico;
- Agnese (* Gubbio, 1470; † Rom, 1523), heiratete 1488 Fabrizio I. Colonna, Duca dei Marsi e di Paliano, Conte di Tagliacozzo e Celano;
- Guidobaldo (* Gubbio 1472; † Fossombrone 1508), Herzog von Urbino, heiratete 1489 Elisabetta Gonzaga (1471–1526) aus dem Haus der Markgrafen von Mantua.

Federico da Montefeltro hatte auch eine Reihe außerehelicher Kinder:
- Buonconte (* Urbino c. 1442; † jung an der Pest, Sarno 1458);
- Antonio II. (* Urbino c. 1445; † Gubbio, 1508), conte di Cantiano und Rektor von Sant'Agata Feltria von 1482 bis 1500, heiratete 1475 Emilia Pio, Tochter des Grafen Marco II. Pio Herr von Carpi und Sassuolo;
- Elisabetta da Montefeltro (* Urbino 1445; † Rom 1503), heiratete 1462 Roberto di Sanseverino, Conte di Cajazzo;
- Gentile (* Urbino 1448; † Genua 1513/Pesaro 1529), heiratete 1463 Carlo Malatesta Conte di Chiaruggiolo, und als Witwe 1469 Agostino Fregoso, Signore di Voltaggio.

## Trivia
Während eines Turniers verlor Montefeltro ein Auge durch einen Lanzensplitter. Da er durch diese Verwundung sehr in seinem Blickfeld eingeschränkt war, ein möglicherweise tödlicher Nachteil auf dem Schlachtfeld, wies er angeblich seinen Arzt an, den oberen Teil seiner Nase zu entfernen. So konnte er später das periphere Sichtfeld seines verbliebenen Auges auch auf der geblendeten Seite nutzen und es verlieh Montefeltro ein einzigartiges Profil (siehe Porträt). Historische Belege für diese Theorie liegen nicht vor.